# 43259 Wangzhenyi
43259 Wangzhenyi è un asteroide della fascia principale. Scoperto nel 2000, presenta un'orbita caratterizzata da un semiasse maggiore pari a 2,5800412 UA e da un'eccentricità di 0,1714755, inclinata di 10,75656° rispetto all'eclittica.